# Llengües d'Aragó
Les llengües actualment parlades a l'Aragó són tres:
- L'aragonès és una llengua pròpia de l'Aragó. Actualment és parlada principalment al nord d'Aragó, sobretot a les valls pirinenques[1][2][3] però antigament era parlada a tot l'Aragó
- El castellà és la llengua majoritària i l'oficial a causa de la situació de diglòssia que ha patit l'aragonès
- El català parlat a la Franja de Ponent des de temps immemoriables. És considerada la llengua pròpia de la Franja tot i que també pateix situació de diglòssia a causa de la imposició lingüística del castellà

L'aragonès i el castellà són reconegudes com a llengües pròpies originals i històriques de la comunitat autònoma. En canvi el català és una llengua marginada (diglòssia) tot i que és reconeguda.
Més de 81.000 aragonesos saben parlar català o aragonès (un 6% de la població total d'Aragó), segons el primer cens d'aquestes llengües, realitzat pel Seminari Aragonès de Sociolingüística (vinculat a la Universitat de Saragossa). Segons aquest informe, elaborat a partir de les dades de l'últim Cens de Població i Habitatges de l'INE (de 2011), a Aragó 55.513 persones saben parlar català i 25.556, aragonès. La Franja és el territori on el coneixement oral del català és el més universalitzat. El saben parlar el 80,2% dels adults, que representen 33.743 parlants de català a la Franja (dades de l'última enquesta de 2014). L'any 2004 eren 42.000 persones, el 88,8% de la població adulta. La davallada es deu sobretot a causes demogràfiques, més que no pas a causes sociolingüístiques. A tot Aragó hi ha 55.513 parlants de català, segons dades censals.
"És el primer cens complet que es realitza a Aragó del nombre de parlants de català i aragonès i les seves característiques sociodemogràfiques. El Cens de Població i Habitatges va realitzar 176.623 enquestes a Aragó, per la qual cosa les dades tenen una gran fiabilitat estadística. Aquest estudi ens permet conèixer i analitzar la realitat lingüística de la comunitat autònoma ", afirma Natxo Sorolla, sociòleg, originari del Matarranya, professor a les universitats Rovira i Virgili, i un dels autors de l'estudi. El cens és fruit del treball de diversos anys dels sociòlegs Natxo Sorolla, Anchel Reyes, Chabier Gimeno, Miguel Montañés i Pep Espluga, i el professor d'enginyeria Juan Pablo Martínez, en col·laboració amb l'Institut Aragonès d'Estadística.
El 10% de la població aragonesa entén una de les dues llengües minoritàries. La competència oral és molt més gran que l'escrita. Molts parlants de català o aragonès no saben escriure en aquestes llengües. En total hi ha 81.069 parlants d'ambdues llengües, però només 44.119 declaren que saben escriure (27.110 català i 17.009 aragonès).

## El castellà-aragonès
En la major part del territori d'Aragó, actualment l'idioma més parlat és el castellà en la seva varietat aragonesa. Aquesta varietat és denomina castellà-aragonès.

### Origen

Evolució històrica de l'aragonès.

El castellà-aragonès procedeix del procés de castellanització del Regne d'Aragó. A principis del segle XVII la província de Saragossa i la meitat occidental de la província de Terol estaven tan castellanitzades que el castellà era la llengua predominant en aquestes àrees. A principis del segle xix, l'aragonès només era parlat en enclavaments de la província d'Osca, fonamentalment en la part septentrional de la mateixa.

### Estat actual
En l'actualitat, el castellà-aragonès està perdent gran part dels seus trets dialectals pròpis. L'avanç de l'educació pública, la presència de mitjans de comunicació com la televisió i la ràdio, fa que molts parlants hagin abandonat trets regionals en favor de varietats d'ús més general, que en general gaudeixen de major prestigi en àmbits formals. El procés no és exclusiu d'Aragó, ja que la uniformització del castellà és un fenomen general en tot l'estat espanyol.
L'educació, els mitjans de comunicació i l'administració a Aragó fan que, avui dia, només s'empri castellà estàndard, quedant restringit l'ús del castellà-aragonès per a l'àmbit col·loquial i informal. Els trets dialectals aragonesos són vists actualment com a incorrectes o vulgars pels parlants i estan sent substituïts progressivament per l'espanyol estàndard.

## L'aragonès
L'aragonès comprèn un conjunt de varietats dialectals romanços autòctones d'Aragó. Abans del segle xiv el castellà tenia un ús molt limitat a Aragó i la llengua predominant era l'aragonès. En l'actualitat, per un procés de castellanització, l'aragonès està restringit bàsicament a certes zones del nord d'Aragó. Està declarat com a llengua pròpia pel Govern d'Aragó. Recentment han aparegut col·lectius fos del nord d'Aragó que promouen l'ús de la llengua arribant a aparèixer periòdics com Arredol que empren exclusivament l'aragonès.

### Origen
L'aragonès prové de l'evolució del romanç aragonès medieval que es parlava al nord d'Aragó a l'Edat Mitjana.

### Estat actual
L'aragonès es troba avui dia en perill d'extinció. S'està trencant la transmissió intergeneracional de la llengua i molts nens de la zona estan adoptant el castellà com a única llengua. Actualment té major vitalitat al nord d'Aragó, especialment a les valls pirinenques.

### Denominació
En el seu conjunt és denomina aragonès. No obstant això, a les zones on s'ha conservat millor la llengua, el més habitual per als seus parlants és la denominació segons els dialectes locals o regionals que la componen: ansotà, panticut, tensí, gistaví, benasquès, ribagorçà.

### L'aragonès, "amenaçat"
"Tant el català com l'aragonès tenen una presència important en el territori, més enllà de les seves zones històriques. L'estudi ens ha permès constatar el procés de substitució lingüística de l'aragonès. És una llengua amenaçada, segons la denominació de la UNESCO, i és urgent que les administracions públiques portin a terme polítiques de protecció i promoció ", assegura Natxo Sorolla.
Els autors de l'estudi conclouen que la situació del català és "estable, però en retrocés en algunes zones". Per això demanen campanyes de divulgació de la llengua i "unes mesures educatives més ambicioses".
Tant el català com l'aragonès s'ofereixen com a assignatures optatives en els centres escolars de les zones d'ús majoritari d'aquestes llengües (Pirineu i Aragó oriental). Prop de 800 alumnes estudien les diferents modalitats d'aragonès i uns 4.500, de català.

## El català
A la Franja de Ponent, la llengua pròpia que es parla én el conjunt de formes dialectals és el català. Està declarat com a llengua pròpia pel Govern d'Aragó.

### Origen
El català parlat a l'Aragó és el resultat de l'expansió del romanç català sorgit originalment a la zona pirinenca, probablement la zona oriental. Durant el període històric conegut com la Reconquesta, va ser comuna que pobladors de regions septentrionals migressin cap al sud, així va ser com es va estendre el català al sud de Catalunya i possiblement a la part meridional de la Franja.
El català parlat a l'Aragó comparteix trets dialectals típics amb el bloc del català occidental i amb el dialecte del català nord-occidental i a més a més té alguns trets propis que el distingeixen.

### Estat actual
El català parlat a Aragó es conserva bastant bé. Existeix transmissió intergeneracional de la llengua.

### Denominació
El català es parla a la Franja. La llengua catalana a Aragó no sol ser denominada com a tal pels seus propis parlants, sinó que s'inclinen a emplear principalment els gentilicis locals per denominar a la seva parla pròpia com són exemples el fragatí, tamaratí, maellà.

### On es parla?
Les comarques on històricament es parla català són sis: Ribagorça, la Llitera, Baix Cinca, Baix Aragó-Casp, Matarranya i Baix Aragó. En aquesta zona, sis de cada deu habitants entenen el català i prop de la meitat el saben parlar. Les comarques amb més parlants són el Matarranya (56% de la seva població) i el Baix Cinca (46%). On més gent sap escriure-ho és a La Llitera (un de cada tres habitants).
Les comarques on l'aragonès és propi són set: Jacetània, Alt Gállego, Sobrarb, Foia d'Osca, Somontano de Barbastre i Cinca Mitjà. Les comarques amb major proporció de parlants d'aragonès són la Ribagorça (20%) i Sobrarbe (10%).
Un cas especial és el de la Ribagorça, l'única comarca trilingüe d'Aragó, segons recull l'informe. El 17,5% dels seus habitants saben parlar català i el 20,7%, aragonès. En l'enquesta no es preguntava si es feien servir les dues llengües, de manera que els autors recomanen que s'inclogui aquesta pregunta en el futur.

#### A Saragossa també es parla català i aragonès
El català i l'aragonès estaven històricament molt localitzats, però l'emigració rural del segle XX ha estès el seu ús a altres zones. Ara, al voltant d'una quarta part dels parlants d'aragonès o de català són a la comarca de Saragossa.
A la ciutat de Saragossa hi ha 12.291 parlants de català i 7.183 d'aragonès. A Osca, 1.558 de català i 1.048 d'aragonès. I a Terol, 671 de català i 488 d'aragonès. Destaca l'alt nombre de parlants de català en l'única ciutat de l'àmbit històricament catalanoparlant, Fraga (7.357), però també en zones de proximitat com Alcanyís (1.226). En Ejea hi ha 700 parlants d'aragonès per 50 d'català. Altres ciutats aragoneses també tenen parlants d'ambdues llengües: a Barbastre, 799 de català i 649 d'aragonès; a Jaca, 211 i 273; a Montsó, 1.208 i 629; a Sabiñánigo, 204 i 354.
Els parlants d'aragonès i català que viuen a Saragossa procedeixen en menor mesura de zones d'ús històric (11% i 7% respectivament). Molts procedeixen d'altres zones de parla catalana que per motius d'estudi o treball s'han instal·lat a Saragossa. I hi ha un important nombre de neoparlants, que han après aragonès en curs.

#### Els majors coneixen les llengües més que els joves
El cens analitza les dades segons diferents variables sociodemogràfiques. No hi ha molta diferència per sexe o per nivell d'estudis, però sí per edat. A les zones de major vitalitat de la parla aragonesa (Ribagorça, Fet i Ansó), els majors són els que més el parlen (encara que ho escriuen molts menys). El 30% dels seus parlants té més de 65 anys. I només el 5% tenen menys de 16 anys.
En el cas del català no hi ha tanta diferència. Els percentatges de parlants de la llengua són similars a la distribució de la població per franges d'edat. El 22% dels hablabantes de català tenen més de 65 anys i el 9%, menys de 16.
Una novetat d'aquest informe és l'estudi de la transmissió de les llengües en l'àmbit familiar. Els autors adverteixen que la transmissió familiar de l'aragonès s'està perdent, de manera que es converteix en una llengua "amenaçada". A les zones de major vitalitat de l'aragonès, el 56% dels pares i el 50% de les mares ho transmeten als seus fills. En el 32% dels casos es trenca la transmissió. I a la resta, els joves ho han après per altres vies.
En el cas del català, gairebé el 80% de les famílies ho transmeten als seus fills. L'informe atribueix aquest "èxit" al suport educatiu des dels anys 80, a una major visibilització social de la llengua i de la proximitat de territoris catalanoparlants (Lleida, Tarragona i Castelló). No obstant això, sí que s'observa una reducció en les zones més perifèriques, com la Ribagorça, la Llitera i el Mesquí (Baix Aragó).